# 美輪大廈

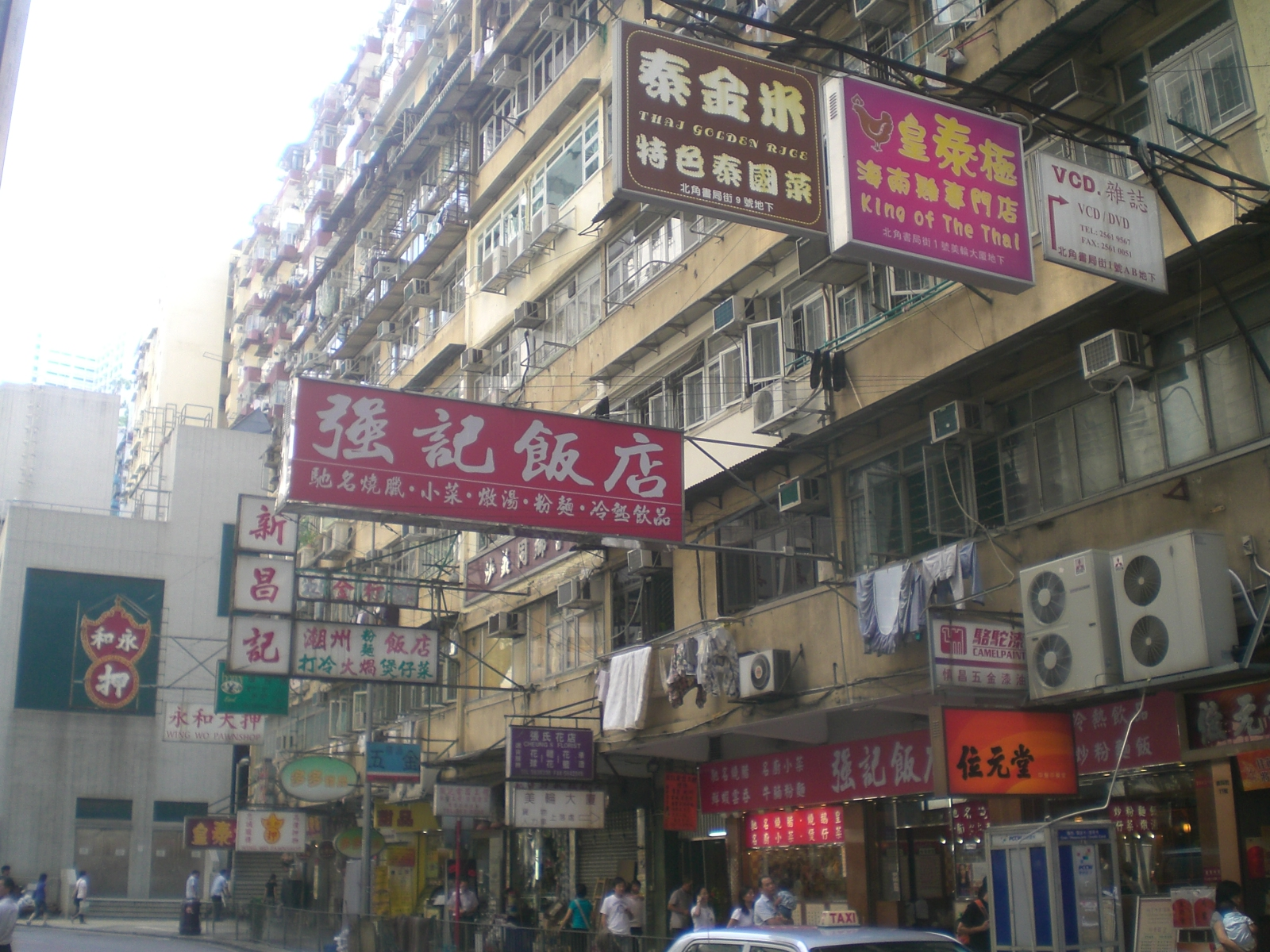
北角美輪大廈

美輪大廈（英語：Maylun Apartments）位於香港北角書局街1-25號，樓高17層，於1959年落成。
美輪大廈單位除用作住宅用途外，部份單位用作觀音廟、關帝廟、城隍廟、老人院、婚紗舖和攝影室。

## 福慧精舍新型冠狀病毒疫情
2020年2月，多名前往位於美輪大廈的福慧精舍佛堂參拜的善信確診2019冠狀病毒病。其後美輪大廈管理處貼出告示，暫停一切涉及大廈公眾活動，又要求進出大廈人士需戴口罩及量體溫。